# 가메라 5 - 가메라 대 지론
가메라 5 - 가메라 대 지론(Gamera Vs. Devil-Beast Giron)은 일본에서 제작된 유아사 노리아키 감독의 1969년 가족, SF 영화이다. 카시마 노부히로 등이 주연으로 출연하였고 나가타 히데마사 등이 제작에 참여하였다.

## 출연

### 주연
- 카시마 노부히로
- 아키야마 미유키

### 조연
- 크리스토퍼 머피
- 하마다 유코
- 후나코시 에이지
- 오무라 콘
- 에디스 핸슨
- 카이 히로코
- 카사하라 레이코

## 제작진
- 프로듀서: 샌디 프랭크